# Lixin (sockenhuvudort i Kina, Jiangxi Sheng, lat 29,02, long 115,74)
Lixin är en sockenhuvudort i Kina. Den ligger i provinsen Jiangxi, i den sydöstra delen av landet, omkring 40 kilometer norr om provinshuvudstaden Nanchang. Antalet invånare är 24 901. Befolkningen består av 11 730 kvinnor och 13 171 män. Barn under 15 år utgör 25,0 %, vuxna 15-64 år 67 %, och äldre över 65 år 6,0 %.
Runt Lixin är det mycket tätbefolkat, med 4 503 invånare per kvadratkilometer. Närmaste större samhälle är Makou, 7,5 km söder om Lixin. Trakten runt Lixin består till största delen av jordbruksmark.
Genomsnittlig årsnederbörd är 2 096 millimeter. Den regnigaste månaden är juni, med i genomsnitt 340 mm nederbörd, och den torraste är oktober, med 36 mm nederbörd.